# Cichlasoma pusillum
Cichlasoma pusillum es una especie de peces de la familia Cichlidae en el orden de los Perciformes.

## Morfología
Los machos pueden llegar alcanzar los 6,6 cm de longitud total.

## Distribución geográfica
Se encuentra en la cuenca del río Paraná: río Acaray (Paraguay ).